# Killeen (Texas)
Killeen é uma cidade localizada no estado norte-americano de Texas, no Condado de Bell. A cidade foi fundada em 1881.

## Demografia
Segundo o censo norte-americano de 2000, a sua população era de 86.911 habitantes.
Em 2006, foi estimada uma população de 102.003, um aumento de 15092 (17.4%).

## Geografia
De acordo com o United States Census Bureau tem uma área de
91,6 km², dos quais 91,5 km² cobertos por terra e 0,1 km² cobertos por água. Killeen localiza-se a aproximadamente 252 m acima do nível do mar.

## Localidades na vizinhança
O diagrama seguinte representa as localidades num raio de 28 km ao redor de Killeen.